# Lydia Iskrić
Lydia Iskrić, slovenska učiteljica, * 10. avgust 1915, Dunaj, † 10. avgust 2016, Ljubljana.

## Življenje
Rodila se je na Dunaju v takratni Avstro-Ogrski kot prva hči Jovana Iskrića (1884-1961) in Marie Pitlik (1892-1979). Po prvi svetovni vojni se je z očetom, ki je bil naborni oficir, veliko selila po Jugoslaviji. Osnovno šolo je obiskovala najprej v Mostarju, od 6. razreda naprej pa v Ljubljani. 
Obiskovala je gimnazijo v Ljubljani, kjer sta med njenimi sošolkami bili tudi bodoči zdravnici Pavla Jerina in Božena Ravnihar. Študirala je v Beogradu na filozofski fakulteti. Med drugo svetovno vojno se je pridružila partizanom in učila na številnih partizanskih šolah. Po vojni je učila v Zagrebu, Temišvarju, Pulju ter v Ljubljani. V zvezi s skladateljem Josipom Kalčičem je rodila sina Gorana Iskrića, ki je prav tako pedagog.
Po upokojitvi je živela v Ljubljani. Umrla je na svoj 101. rojstni dan, 10. avgusta 2016 v domu na Taboru.

## Pedagoško delo
Leta 1939 je v Beogradu diplomirala pod A iz matematike, pod B iz nebesne mehanike in pod C iz fizike. Iz Sarajeva, kjer je bila tedaj pri starših s sestro, je 20. septembra 1940 odšla na prvo delovno mesto v srednjo dekliško meščansko šolo v Veli luki na Korčuli, kjer je dočakala začetek druge svetovne vojne.
28. novembra 1941 jo je šolsko ministrstvo poslalo na gimnazijo v Otočac, 10. aprila 1943 pa se pridružila partizanom. Učila je na prvi partizanski gimnaziji v okviru prosvetnega oddelka ZAVNOH. Kljub majhnemu številu dijakov so imeli organiziran pouk v vseh osmih razredih.  

Po umiku partizanov iz Otočca je učila otroke v Svračkovi vasi in potem v Bosni. Kasneje je v Glini učila na partizanski gimnaziji. Partijska sekretarka jo je prepričevala, da bi se včlanila v komunistično partijo, a je zaradi vere to odklonila. Iz Gline je odšla ob vznožje Petrove gore, kjer je bila v podzemnih dvoranah tovarna za popravila in izdelovanje orožja. Za delavce - partizane je imela splošno izobraževalne tečaje. Decembra leta 1944 je bila premeščena v Prokuplje kot upravnik splošnoizobraževalnega tečaja v Jamnici. Potem je bila direktorica nižje gimnazije v Pisarovini, po osvoboditvi pa v Veliki Gorici.
V Zagrebu je od oktobra 1945 do februarja 1947 učila na II. klasični gimnaziji. Leta 1947 je odšla učit na gimnazijo za jugoslovansko manjšino v Temišvar. Tam je spoznala poročenega profesorja glasbe in skladatelja Josipa Kalčiča (1912 - 1995) ter z njim zanosila. Ker je bil to za verne starše velik udarec, se je odločila, da bo odšla učiti matematiko na Železniško-strojni tehnikum v Pulju, ki je takrat pripadel Jugoslaviji. 27. junija 1948 je rodila sina Gorana.  
Ker je Ljubljano poznala še izpred vojne, so ji leta 1952 priskrbeli delo na Klasični gimnaziji, kasneje pa je učila na XII. gimnaziji v Šentvidu. Od leta 1958 je učila na Srednji tehnični šoli na Aškerčevi ulici.
Upokojila se je leta 1970. Kot vojna veteranka je imela priznano dvojno delovno dobo za čas v Narodnoosvobodilnem boju. V pokoju je še nekaj let honorarno učila na srednji administrativni šoli.

## Hobiji
Lydia Iskrić je bila vse življenje navdušena smučarka; smučala je predvsem na slovenskih in avstrisjkih smučiščih vse do svojega 90. leta. Z mopedom ter kasneje z avtomobilom je skupaj s sinom obiskala številne kraje v Sloveniji, Jugoslaviji in po Evropi. 